# Internationales Baum-Archiv
Das Internationale Baumarchiv (abgekürzt IBA) ist ein Archiv, das sich seit 2015 im naturkundlichen Museum Naturama in der Schweizer Stadt Aarau (Kanton Aargau) befindet. Das ab 1975 von der Fotografin Verena Eggmann Steiner zusammengetragene Archiv wurde von 1999 bis 2014 durch eine eigenständige Stiftung getragen. Während neun Jahren, von 1998 bis 2007, war die Sammlung in einem eigenständigen Museum in der Villa Rosenberg in Winterthur zu sehen.

## Geschichte
1975 begann die Berufsfotografin Verena Eggmann Steiner mit der fotografischen Aufnahme sämtlicher Baumbestände in der Schweiz. Seit 1989 hat die IBA ihren heutigen Namen und war zunächst in Muri AG beheimatet. 1990 wurde ein Förderverein gegründet, der das zuvor rein privat finanzierte Baumarchiv unterstützte.
Nachdem 1995 ein von Verena Eggmann Steiner und Bernd Steiner veröffentlichtes Buch «Baumzeit» (Werd Verlag) Ausstellungen in der Schweiz und Deutschland auslöste, zog das IBA in die Villa Rosenberg in Winterthur ein, um dort ein eigenes Museum einzurichten. Jedoch verstarb Verena Eggmann Steiner kurz nach dem Einzug in die Villa im Juni 1997, noch bevor das Museum eröffnet werden konnte. Nach dem Tod seiner Ehefrau übernahm ihr Mann, Bernd Steiner, das Projekt und eröffnete ein Jahr danach am 13. Juni 1998 das Baummuseum. Die IBA selbst wurde 1999 zudem in eine Stiftung überführt, die unter Aufsicht des Schweizerischen Bundesrats stand.
Das Museum wurde die ersten fünf Jahre durch bestehende Mittel betrieben, später wurde es durch einen ungenannten Mäzen finanziert. Ein Jahr nach der Eröffnung stiess die Waldpadägogin und Erwachsenenbildnerin Silvia Haubensak zum Projekt, die das IBA um die Bereiche Waldpädagogik und Märchen erweiterte. Mit Habersak zusammen, die später zu seiner Ehefrau wurde, betreute und erweiterte Steiner die Sammlung. Das Museum bot Führungen über die Kulturgeschichte von Baum und Wald für Erwachsene und Schüler an und unterhielt permanente sowie Wechselausstellungen rund um das Thema Baum. Im Park vor dem Museum war zudem ein «Pfad der Baumgeschichten» mit 30 Informationstafeln an Bäumen und Sträuchern eingerichtet.
Als das Geld knapp wurde, wurden zunächst die Öffnungszeiten gekürzt. Gleichzeitig verwarf die Stiftung auch Pläne, die Museumsfläche um eine permanente Ausstellung im oberen Stockwerk zu erweitern. Damit Steiner, der bis anhin zum grössten Teil unentgeltlich gearbeitet hatte, kürzertreten konnte, wurden Mittel in der Höhe von 1,5 Millionen für einen Kurator und den Weiterbetrieb des Museums benötigt. Die Stiftung konnte jedoch nur knapp 600'000 Franken aufbringen.
Zum Verhängnis wurde dem Museum wohl dann auch, dass sie das Geld genau während der Weltfinanzkrise von 2007 sammeln musste, die auch den Stiftungen zusetzte, die das Baummuseum finanzierten. Das Museum wurde dadurch sozusagen zu einem Opfer der Finanzkrise. Die Schliessung per Ende September 2007 wurde dann dadurch besiegelt, dass die Stadt Winterthur sowie der Kanton Zürich keine Unterstützung leisten wollten. Der damalige Stadtpräsident Ernst Wohlwend bedauerte zwar die Schliessung, nannte aber die Positionierung des Baumarchivs «schwierig». Das Museum behandelte das Thema Baum nicht nur wissenschaftlich, sondern auch künstlerisch und teilweise sogar leicht esoterisch. Bis zu seiner Schliessung haben rund 30'000 Personen das Museum während seines neunjährigen Bestehens besucht.
Nach der Auflösung des Museums verliess die Stiftung die Villa Rosenberg per Ende Jahr. Der Stiftungsbestand wurde zunächst von Steiner an seinem privaten Wohnsitz in Berg am Irchel eingelagert. Per 31. Dezember 2014 wurde die Stiftung schliesslich aufgelöst und deren Bestand in das Naturama in Aarau überführt, wo es noch heute lagert.

## Sammlung
Der Kern der Sammlung, nunmehr im Naturama-Museum in Aarau untergebracht, besteht in der fotografischen Dokumentation von Bäumen und Wäldern an über 2000 Standorten, verteilt auf 18 Ländern (Im architektonischen Bereich des Museums in Winterthur wurden Bilder von Bauplastiken und Fresken aus Holz gezeigt). Die Sammlung besitzt auch diverse kulturhistorische Gegenstände in diesem Zusammenhang, dazu gehören Kultstatuen, Zeremonialgeräte, Figuren, Bronzen, Plastiken und Kunstgewerbearbeiten. Es bestehen Modelle vom Weltenbaum und vom Mistelkult. Ebenfalls gibt es Sammlungen von Kernen, Samen (Zeitraum 1750 bis 2000) und geschnitzten Nüssen. Eine eigene Fachbibliothek ist ebenfalls Bestandteil der Sammlung. 1800 Fotos sind elektronisch erschlossen.